# George «Bay» Middleton

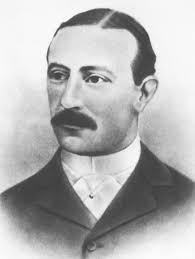
Bay Middleton.

Capitán William George «Bay» Middleton (1846 - 9 de abril de 1892), fue un notable jinete inglés del siglo XIX. Fue caballerizo de John Spencer, que era Lord Lieutenant de Irlanda. Su apodo «Bay» se refería a su cabello castaño rojizo, o se dice también, que derivaba del nombre del ganador de Epsom Derby en 1836.

## Vida personal
William George Middleton nació en Barony, Glasgow, Lanarkshire, Escocia, hijo de George Middleton y Mary Margaret Hamilton. Asistió a la Academia de Glasgow. 
En 1873 tuvo un romance con una mujer casada y en 1875 se comprometió con Charlotte Baird. 
La emperatriz Sissi visitó Inglaterra en agosto de 1874, donde conoció a John Spencer. Y cuando regresó a Inglaterra en 1876, visitó al Lord en Althorp, y justamente Bay Middleton fue como un escudero para ella. Tuvieron una agradable caza, y cabalgaron juntos después. Ella lo invitó a Gödöllő, donde su relación fue desaprobada. Middleton rechazó ser el escudero de la hermana de la Emperatriz, la Reina de Nápoles, diciendo que no podía ser el escudero de cada reina que visitaba Inglaterra. El príncipe Rodolfo, hijo de la Emperatriz, lo rechazó. Invitado a Gödöllő nuevamente, el flirteo de Middleton con Sissi continuó, y él tuvo que ser rescatado de un burdel. La temporada siguiente Middleton y la Emperatriz estaban en Inglaterra. Después de que Isabel dejara el país en febrero de 1882, nunca cazó en Inglaterra o Irlanda otra vez. 
El 25 de octubre de 1882, en Saint George's, en Hanover Square, Middleton se casó con Charlotte Baird, hija de William Baird, y tuvieron una hija, que nació hacia 1886. 
Tuvo un romance de 18 meses con Lady (Henrietta) Blanche Ogilvy, mientras ella estaba casada con el Coronel Henry Hozier. Ella le confesó en una carta, hecha pública en agosto de 2000 por su tataranieta, Mary Soames, a otro amante que Bay Middleton era el padre de su hija, Clementine Hozier, nacida el 1 de abril de 1885, que estaba eventualmente casada con Sir Winston Churchill. Otro escritora, Joan Hardwick, especuló que Clementine era hija de Algernon Bertram Freeman-Mitford (1837-1916). Lady Soames desmintió tal especulación «basada en anécdotas y chismes», que estaba, distinto de la paternidad de Middleton, sin documentar.

## Su muerte
William George Middleton murió en la Copa Midlan Sportsman, por haber caído de su caballo en una carrera del Parlamento. Fue enterrado con su ropa de equitación en Haselbech, Northamptonshire.
- Datos: Q2004836
- Multimedia: William George Middleton / Q2004836